# Premier League Malti 1929-1930
Il campionato era formato da cinque squadre e lo Sliema Wanderers vinse il titolo.

## Classifica finale
| Pos. | Squadra           | G | V | N | P | GF | GS | Punti |
| ---- | ----------------- | - | - | - | - | -- | -- | ----- |
| 1    | Sliema Wanderers  | 4 | 3 | 1 | 0 | 14 | 5  | 7     |
| 2    | St. George's F.C. | 4 | 3 | 1 | 0 | 15 | 4  | 7     |
| 3    | Valletta United   | 4 | 1 | 1 | 2 | 8  | 12 | 3     |
| 4    | Sliema Rangers    | 4 | 0 | 2 | 2 | 3  | 10 | 2     |
| 5    | Cottonera         | 4 | 0 | 1 | 3 | 3  | 12 | 1     |